# Bernard Chevallier
Bernard Chevallier   (Chartres, 4 d'octubre de 1912 - Orsennes, 6 d'abril de 1997) va ser un genet i militar francès que va competir durant les dècades de 1930 i 1940.
El 1948 va prendre part en els Jocs Olímpics d'Estiu de Londres, on va disputar dues proves del programa d'hípica. Guanyà la medalla d'or en la prova del concurs complet individual, mentre en la del concurs complet per equips hagué d'abandonar. En ambdues proves va competir amb el cavall Aiglonne. Finalitzà la seva carrera com a general